# Josep María Trías de Bes
Josep María Trías de Bes i Serra est un homme politique espagnol membre du Parti populaire (PP), né en 1944 à Madrid.

## Biographie
Josep María Trías de Bes i Serra naît à Madrid en 1944. Il appartient à une notable famille de Barcelone. Son grand-père est Josep Maria Trias de Bes i Giró, homme politique catalan. Son père, Josep Maria Trias de Bes Borrás, est issu du corps diplomatique et mort en 1994. Il étudie le droit à l'université de Barcelone puis devient avocat,.

### Nationaliste catalan
Il milite d'abord au sein de la Convergence socialiste de Catalogne (CSC) à partir de 1973, et dont il est nommé délégué à la Presse en 1976. Il la quitte en 1977 et rejoint deux ans plus tard la Convergence démocratique de Catalogne (CDC). Il entre au Congrès des députés en 1982 comme député de la circonscription de Barcelone, où il remplace Joan Rigol. Il est quatrième secrétaire du bureau entre 1982 et 1989, puis quatrième vice-président jusqu'en 1993.
En avril 1993, il indique au président de la CDC et président de la généralité de Catalogne Jordi Pujol qu'il renonce à être de nouveau candidat, alors qu'il occupait jusqu'ici la 3e position de la liste de la coalition Convergence et Union (CiU) dans la circonscription de Barcelone. Son retrait est la conséquence de son soutien aux thèses de Miquel Roca lors du congrès la Convergence en octobre 1992, qui défendait la participation des nationalistes catalans au gouvernement national. Il avait publiquement affirmé que la CDC « ne peut se limiter à gouverner Barataria », ce qui lui avait valu un rappel à l'ordre de Pujol.

### Passage au Parti populaire
Il quitte la Convergence démocratique de Catalogne le 30 mai 1995, justifiant son geste par les rapports entretenus entre son parti et le Parti socialiste ouvrier espagnol (PSOE) ainsi que l'application de la loi linguistique, qui ne promeut pas selon lui un bilinguisme entre le castillan et le catalan. À peine deux mois plus tard, José María Aznar annonce que Trías de Bes a accepté de conduire la liste du Parti populaire (PP) aux élections générales anticipées du 3 mars 1996. Il adhère au parti en septembre.
Réélu député, il n'exerce quasiment pas son mandat, puisqu'il devient en juillet 1996 président de la compagnie de navigation Trasmediterránea (es). Bien qu'il ait l'intention de continuer à siéger au sein de la commission exécutive du PP et du Parti populaire de Catalogne (PPC), son retrait de la vie politique est la conséquence du résultat des élections générales, au cours desquelles la stratégie catalaniste du PP n'a pas apporté les sièges escomptés, rendant le gouvernement d'Aznar dépendant de CiU.
Il quitte l'entreprise le 22 décembre 1999, un an après le déclenchement d'une crise interne à l'entreprise déclenchée par la nomination, contre sa volonté, d'un nouveau directeur général par l'État.